# Amadeo Rodríguez Magro

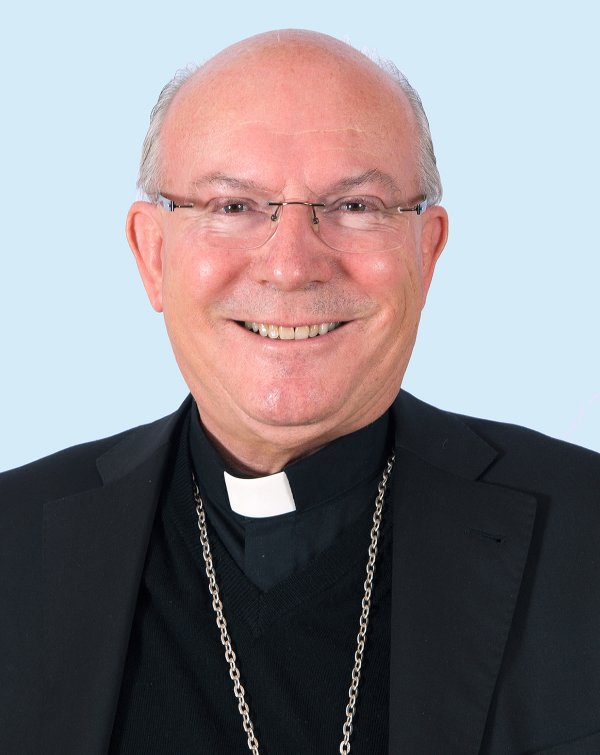
Amadeo Rodríguez Magro, 2016.

Amadeo Rodríguez Magro (* 12. März 1946 in San Jorge de Alor) ist ein spanischer Geistlicher und emeritierter römisch-katholischer Bischof von Jaén.

## Leben
Amadeo Rodríguez Magro empfing am 14. Juni 1970 das Sakrament der Priesterweihe für das Bistum Badajoz. Nach Tätigkeiten in der Pfarrseelsorge und als Religionslehrer studierte er von 1983 bis 1986 an der Päpstlichen Salesianeruniversität in Rom und erwarb das Lizenziat in Erziehungswissenschaft (Katechetik).
Im Bistum Badajoz war er Direktor des katechetischen Amtes und Bischofsvikar für die Evangelisation. Er lehrte als Professor am Diözesanseminar und als außerordentlicher Professor an der erziehungswissenschaftlichen Fakultät der Universität Extremadura. Darüber hinaus war er Generalsekretär der Diözesansynode. Nach der Erhebung des Bistums zum Erzbistum Mérida-Badajoz war er Sekretär der Kirchenprovinz. Er wurde zum Domherrn ernannt, war Dekan des Domkapitels und Generalvikar des Erzbistums.
Papst Johannes Paul II. ernannte ihn am 3. Juli 2003 zum Bischof von Plasencia. Der Apostolische Nuntius in Spanien und Andorra, Erzbischof Manuel Monteiro de Castro, spendete ihm am 31. August desselben Jahres die Bischofsweihe; Mitkonsekratoren waren Antonio Montero Moreno, Erzbischof von Mérida-Badajoz, und Carlos López Hernández, Bischof von Salamanca. Als Wahlspruch wählte er Parare Vias Domini.
Papst Franziskus ernannte ihn am 9. April 2016 zum Bischof von Jaén. Am 21. Mai 2016 nahm er das Bistum Jaén in Besitz.
Am 25. Oktober 2021 nahm Papst Franziskus das von Amadeo Rodríguez Magro aus Altersgründen vorgebrachte Rücktrittsgesuch an.